# محسن بهاروند
محسن بهاروند (۱۳۴۵ در خرم‌آباد) دیپلمات و سفیر جمهوری اسلامی ایران در بریتانیا بوده‌است. به گفته وزارت خارجه ایران به‌دنبال برگزاری یک مراسم هنجارشکنانه در سفارت ایران در انگلستان از کار برکنار شد.
بهاروند در رشته روابط بین‌الملل تحصیل کرد و مدرک خود را از دانشگاه شهید بهشتی اخذ نموده است. وی در بهمن ۱۳۹۸ به عنوان معاون امور حقوقی و بین‌المللی وزارت امور خارجه ایران منصوب شد. بهاروند پیشتر معاونت دبیرکل سازمان حقوقی مشورتی آسیایی-آفریقایی را نیز در کارنامه خود دارد.